# Championnats de France de triathlon 2016
Navigation
Édition précédente Édition suivante
Les championnats de France de triathlon 2016  se sont déroulés à Dunkerque, le dimanche 22 mai 2016.
Le support était le Grand Prix de triathlon de la F.F.TRI, une compétition internationale sur distance S (sprint), première étape du championnat de France des clubs de 1er division. 

## Palmarès

### Homme
|        | Triathlète        | Temps       |
| ------ | ----------------- | ----------- |
| Or     | Anthony Pujades   | 54 min 06 s |
| Argent | Pierre Le Corre   | 54 min 12 s |
| Bronze | Aurélien Raphaël  | 54 min 16 s |
| 4      | Tom Richard       | 54 min 32 s |
| 5      | Raoul Shaw        | 54 min 48 s |
| 6      | Étienne Diemunsch | 55 min 28 s |
| 7      | Brice Daubord     | 55 min 30 s |
| 8      | Aurélien Lebrun   | 55 min 39 s |
| 9      | Jérémy Quindos    | 55 min 40 s |
| 10     | Pierre Branchoux  | 55 min 41 s |

### Femme
|        | Triathlète        | Temps           |
| ------ | ----------------- | --------------- |
| Or     | Emmie Charayron   | 1 h 00 min 25 s |
| Argent | Léonie Périault   | 1 h 00 min 48 s |
| Bronze | Justine Guérard   | 1 h 01 min 30 s |
| 4      | Sandra Dodet      | 1 h 01 min 39 s |
| 5      | Mathilde Gautier  | 1 h 02 min 22 s |
| 6      | Julie Nivoix      | 1 h 02 min 47 s |
| 7      | Léa Coninx        | 1 h 02 min 54 s |
| 8      | Delphine Rousseau | 1 h 02 min 59 s |
| 9      | Jeanne Lehair     | 1 h 03 min 30 s |
| 10     | Marion Rialland   | 1 h 03 min 45 s |